# 東京建物仙台ビル

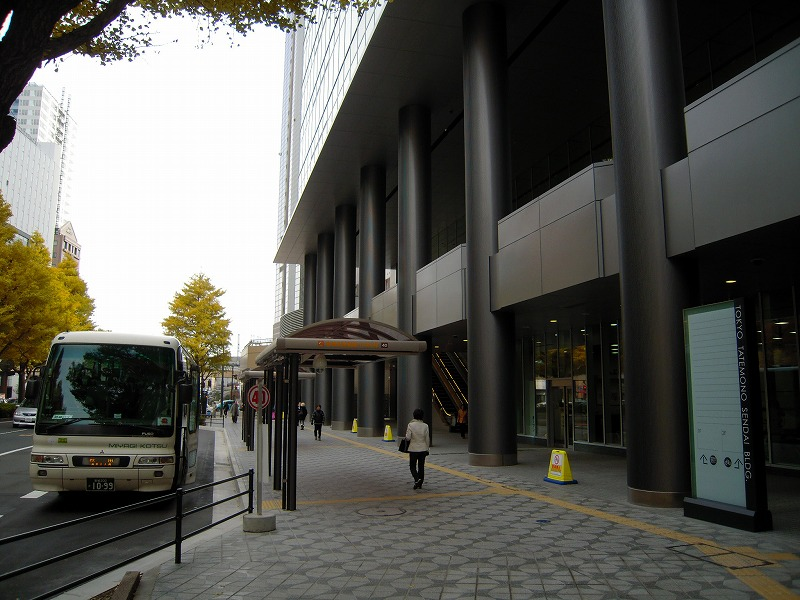
当ビル1階にある宮交仙台高速バスセンター

東京建物仙台ビル（とうきょうたてものせんだいビル）は、宮城県仙台市青葉区中央にある再開発オフィスビルである。宮城交通の高速バスセンターを併設し、ペデストリアンデッキでJR仙台駅西口と接続されている。

## 概要
仮称：仙台広瀬中央ビル（せんだいひろせちゅうおうビル）として、都市再生特別地区に指定され、2008年（平成20年）5月に着工。広瀬通に面しており、東京建物において東北初の大規模高層オフィスビルとして建設が進められた。
周囲への圧迫感の低減から、角に丸みを持たせたデザインが特徴となっている。
開設準備室が仙台マークワンの19Fに設置されていた。

### 都市再生貢献
1963年（昭和38年）に宮城バスが当地に本社営業部を設置した。1966年（昭和41年）、全ての本社機能が集約された後、宮城バスは1970年（昭和45年）企業統合で宮城交通となり、後に北仙台に移転している。
当ビル建設以前は宮城交通高速バス総合案内所と宮城広瀬パーキング（宮交パーキング。有料駐車場）が設置された。今でも宮交仙台高速バスセンターが所在しており、高速バスが頻繁に発着する場所であるとともに、人の往来が多い。
そのため、広瀬通のセットバックを行い、バスベイ及び待合室を設置。ペデストリアンデッキ（幅：約5m、延長：約65m）を新設し、既存部分へ接続を提案し、歩行者の安全性・利便性の向上に貢献。
これにより、都市再生特別措置法に基づいて容積率が大幅にアップされた（600%→1100%）。

## 宮交仙台高速バスセンター
- 2009年（平成21年）10月6日 - 開設[4]。
- 2015年（平成27年）10月1日 - WILLER EXPRESS便が東口の道路上から40番ポール発に変更となり、待合室内にWILLER用の券売機の設置が開始された。

## 歴史
- 2008年（平成20年）5月 - 着工。
- 2009年（平成21年）
  - 10月6日 - 「宮交仙台高速バスセンター」が1階に開業[5]。
  - 11月 - 竣工。
  - 12月1日 - 全面オープン[5]。

## 入居テナント
- 4階：ニッタン東北支社
- 4階：シムックス東北支社施設警備課
- 4階：新晃工業東北営業所
- 4階：プラスファニチャーカンパニー仙台支店
- 4階：JFEエンジニアリング東北支店
- 4階：JFE環境サービス東北支店
- 4階：北日本機械仙台営業所
- 4階：東北ドック鉄工仙台営業所
- 5階：東京不動産管理仙台支店
- 5階：東京建物
- 5階：日本ヒューレット・パッカード仙台営業所
- 6階：近藤工業東北営業所
- 6階：日立金属北日本支店
- 7階：エヌエス環境テクノロジー仙台営業所
- 7階：日立造船東北支社
- 7階：みちのくサービス
- 9階：日本政策金融公庫仙台支店（国民生活第一事業および国民生活第二事業）
- 10階：日本政策金融公庫仙台支店（中小企業事業）
- 11階：日本政策金融公庫仙台支店（農林水産事業）
- 12階：川田工業東北営業所
- 12階：川田建設東北支店
- 12階：川田テクノシステム仙台営業所
- 12階：東北メディカルエイドサービス
- 12階：ENEOSグローブ東北支店
- 12階：ノエビア仙台営業部
- 14階：エストゥルース仙台支店
- 16階：川崎重工業東北支社
- 16階：アーステクニカ北日本支店
- 16階：川重商事東北営業所
- 16階：大日本コンサルタント東北支社
- 17階：テクノ・サービス宮城営業所
- 17階：三井住友トラスト・パナソニックファイナンス東北支店
- 17階：東北システムズ・サポート
- 18階：田島ルーフィング仙台営業所
- 18階：田島応用化工仙台営業所
- 18階：東銀リース仙台支店
- 18階：ステップ
- 19階：日本政策投資銀行東北支店
- 19階：芙蓉総合リース東北支店
- 19階：芙蓉オートリース東北支店
- 20階：レンドリース・ジャパン

## 周辺施設
- AER
- 中央通
- 広瀬通
- 駅前通
- 宮城野橋（X橋）

## アクセス
- 仙台駅（JR東日本・仙台市地下鉄） - 徒歩で約5分。
- 広瀬通駅（仙台市地下鉄）- 徒歩で約5分。